# Jean-Michel Sorlin
Jean-Michel Sorlin (Saint-Chamond, 1956) is een Frans dirigent en fluitist.

## Levensloop
Sorlin studeerde dwarsfluit en orkestdirectie aan het Conservatoire à rayonnement régional de Saint-Etienne in Saint-Etienne. Zijn leraren waren onder anderen Yvonne Desportes, Roger Boutry en Peter Sommer. 
Hij werkt in het Franse leger en werd achtereenvolgens tweede dirigent, chef-dirigent en directeur van de militaire kapellen van de landmacht (Musique principale de l'armée de Terre, Armées). Daarnaast is hij directeur van het Conservatoire Militaire de Musique de l’Armée de Terre in Versailles en chef-dirigent van de militaire kapel van het Franse leger in Duitsland te Rastatt. 
Eveneens is hij artistiek leider van het Festivals de musique militaire dans l’hexagone en een veelgevraagd jurylid bij landelijke en internationale concoursen. Sinds 2007 is hij voorzitter van de Franse sectie van de International Military Music Society.